# 貝萊查里烏帕齊拉
貝萊查里乌帕齐拉是孟加拉国蘭加馬蒂縣的一个乌帕齐拉，位於吉大港专区的蘭加馬蒂縣。

## 人口
據1991年孟加拉國人口普查，貝萊查里共有戶數3,411戶，人口17973人。其中男性佔比55.39%，女性佔比44.61%；成年人口9,547人。該地7歲以上人口之平均識字率為21.0%。